# 1. FC Köln
1. FC Köln njemački je nogometni klub iz Kölna. Trenutačno se natječe u 2. Bundesligi.

## Igrači
- Wolfgang Overath
- Lukas Podolski
- Hennes Weisweiler
- Rainer Bonhof
- Toni Polster
- Wilfried Sanou
- Hans-Dieter Flick
- Srđan Čebinac
- Milivoje Novaković
- Helmut Rahn
- Uwe Rahn
- Nemanja Vučićević
- Vladan Grujić
- Anthony Modeste

## Klupski uspjesi
- Njemačko nogometno prvenstvo/Bundesliga
  - Prvak (3): 1961./62., 1963./64., 1977./78.
  - Doprvak (7): 1959./60., 1962./63., 1964./65., 1972./73., 1981./82., 1988./89., 1989./90.

- DFB-Pokal
  - Osvajač (4) 1967./68., 1976./77., 1977./78., 1982./83.
  - Finalist (6): 1953./54., 1969./70., 1970./71., 1972./73., 1979./80., 1990./81.

- 2. Bundesliga
  - Prvak (5): 1999./00., 2004./05., 2013./14., 2018./19., 2024./25.
  - Doprvak (1): 2002./03.

- Kup UEFA
  - Finalist (1): 1985./86.

## Vanjske poveznice
- 1. Službene klupske stranice
- 1. FC Köln na Abseitsu  Arhivirana inačica izvorne stranice od 16. ožujka 2016. (Wayback Machine)
- Klupske statistike  Arhivirana inačica izvorne stranice od 5. prosinca 2012. (Wayback Machine)
- Navijačke stranice
- Fans of Köln - Videoblog